# کامپی (نورچا)
کامپی (به ایتالیایی: Campi) یک منطقهٔ مسکونی در ایتالیا است که در نورچا واقع شده‌است. کامپی ۱۷۲ نفر جمعیت دارد و ۷۱۱ متر بالاتر از سطح دریا واقع شده‌است.